# Xylophanes rothschildi
Xylophanes rothschildi är en fjärilsart som beskrevs av Paul Dognin 1895. Xylophanes rothschildi ingår i släktet Xylophanes och familjen svärmare. Inga underarter finns listade i Catalogue of Life.